# 161962 Galchyn
161962 Galchyn è un asteroide della fascia principale. Scoperto nel 2007, presenta un'orbita caratterizzata da un semiasse maggiore pari a 2,7130260 UA e da un'eccentricità di 0,1392556, inclinata di 11,17483° rispetto all'eclittica.